# Pompeion

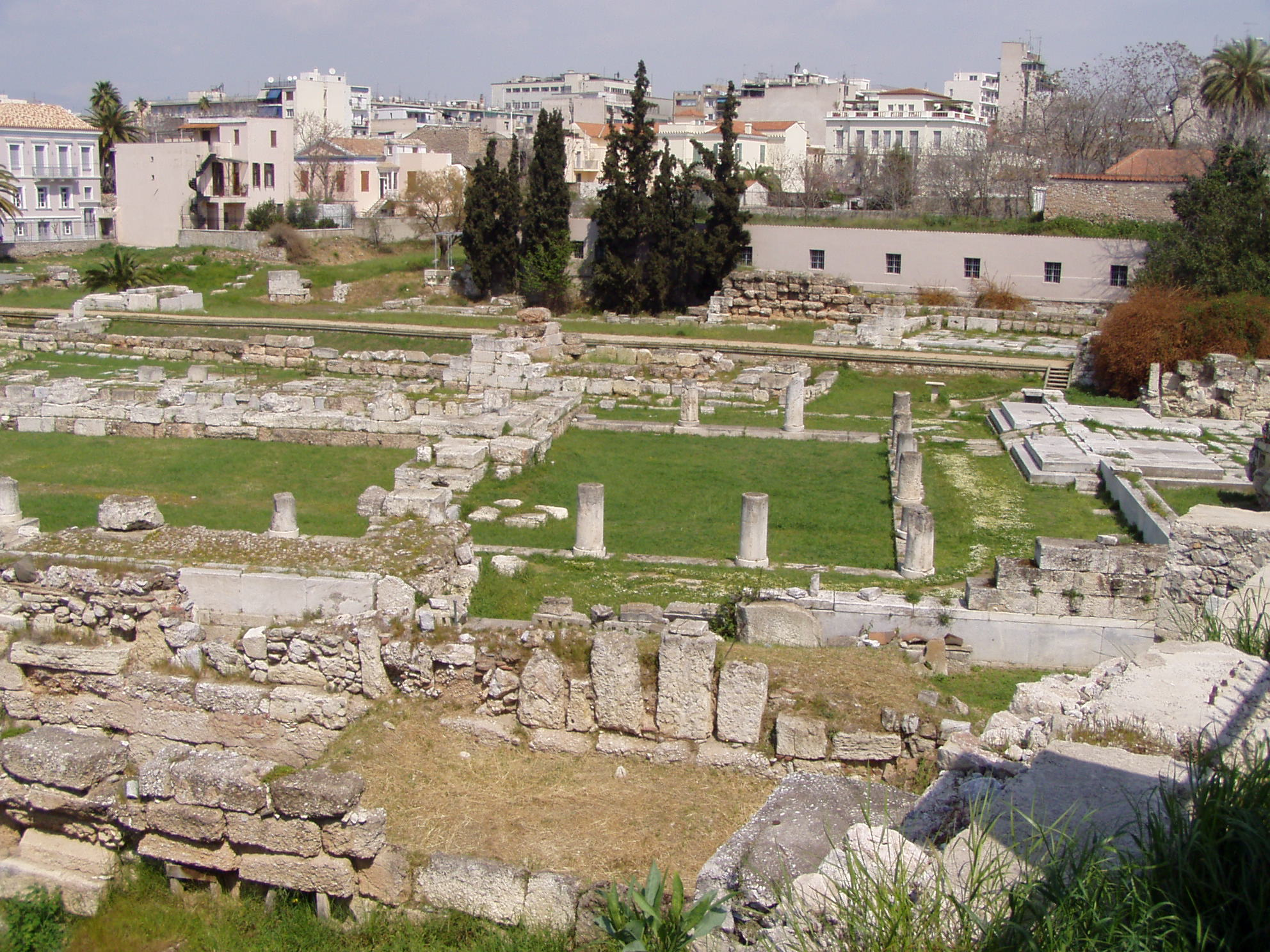
Ruinas del Pompeion (en el centro), visto por su costado oeste, con las columnas del peristilo.

El Pompeion (en griego antiguo: Πομπεῖον) era un edificio público de Atenas, construido hacia el año 400 a. C., que estaba situado a la entrada noroeste de la ciudad, en el espacio entre la puerta Dípilon y la Puerta Sagrada, dando la espalda al interior de la murallas. Era el punto de partida de la procesión que se hacía durante el festival anual de Atenea Polias: las Panateneas.

## Descripción
Su nombre procede de la palabra griega pompē (πομπή), 'procesión'. Este edificio era el punto de partida de la procesión que se hacía durante el festival anual de Atenea Polias protectora de la polis, (‘ciudad’): las Panateneas. También del festival más importante de la Antigua Grecia, las Grandes Panateneas, que tenía lugar cada cuatro años a mediados de agosto y que atravesando toda el ágora de Atenas por la Vía Panatenaica llegaba hasta la acrópolis. En este edificio se guardaban los carruajes, ornamentos y otros objetos necesarios para esta celebración anual. Los participantes se reunían en el Pompeion antes del inicio de la procesión, y donde al menos los dignatarios también podían cenar. Se sabe que el edificio albergaba, entre otras cosas, un barco de madera con ruedas que se transportaba en la procesión, de cuyo mástil se colgaba un nuevo peplo que se llevaba cada cuatro años al culto de Atenea Polias. Es de suponer que el Pompeion también se utilizaba como gimnasio.

Estaba situado situada entre la puerta Dípilon y la Puerta Sagrada, justo dentro de la Muralla de Atenas. En la actualidad, sus ruinas se encuentran en el extremo sur del yacimiento arqueológico del Cerámico. El edificio tenía forma rectangular y estaba construido aproximadamente en dirección noroeste-sureste. Su posición estaba determinada por la estrechez del emplazamiento entre las puertas y la calle. En el centro del edificio había un gran patio peristilar, rodeado de numerosas salas utilizadas como almacén y comedor. En el extremo sureste del Pompeion, en el lado de la calle que conducía a la fiestas panatenaicas, había una gran columnata de mármol, a modo de propileos, que servía de entrada principal al edificio. Las columnas del edificio eran del estilo jónico. Las paredes interiores estaban decoradas con pinturas. Los suelos eran principalmente de guijarros, pero en una de las salas había un mosaico que se conserva en el Museo Arqueológico del Cerámico. Tenía como adorno un gran número de estatuas, que representaban personajes de tiempos heroicos. El escultor Lisipo recreó un busto de Sócrates para el Pompeion, 50 años después de la ejecución del filósofo.

## Historia

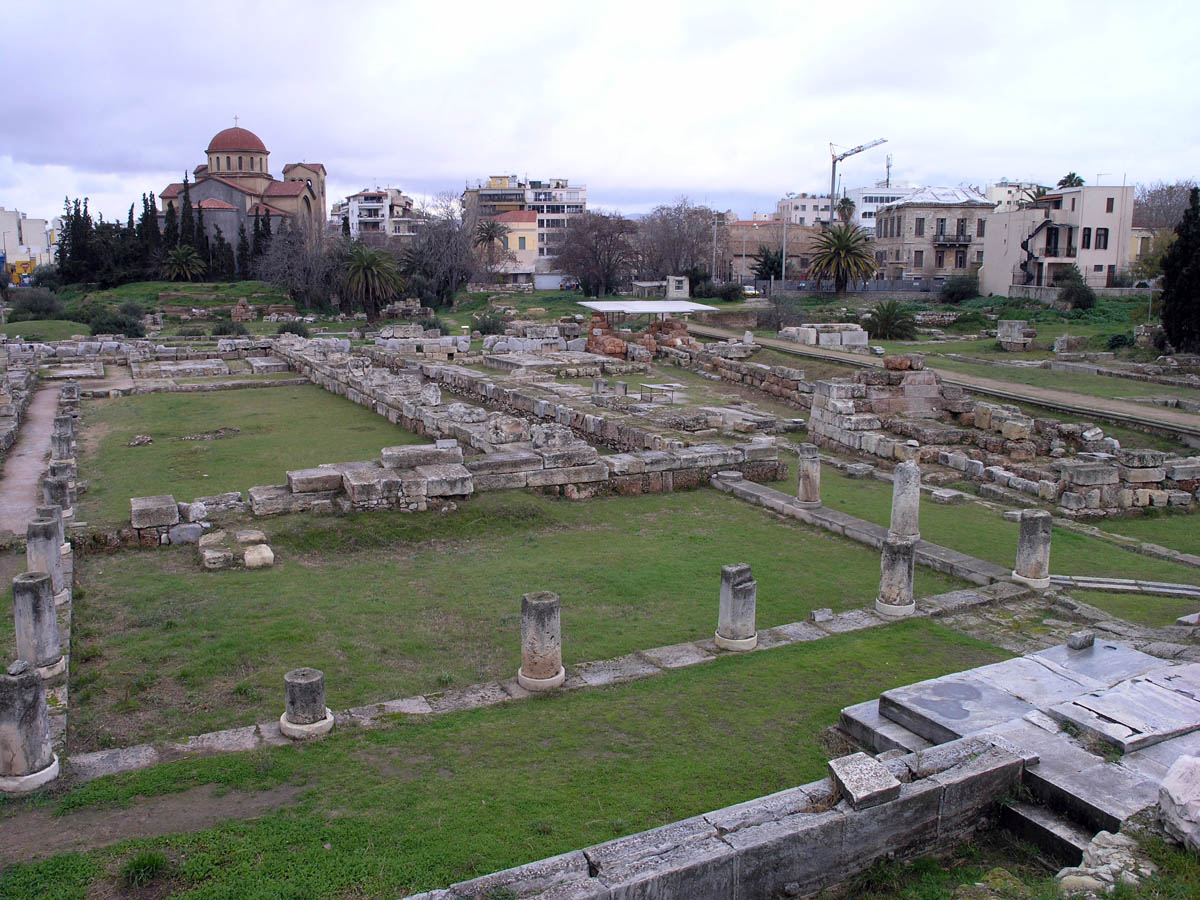
Pompeion, patio interior rodeado de columnas (peristilo). Esquina junto a la Puerta Sagrada. (2008)

El edificio fue destruido por Sila en 86 a. C. en la incursión y asedio romano de Atenas. Posteriormente, bajo el emperador romano Adriano se realizó una reconstrucción se componía de una gran sala con dos niveles y quedando más elevado que el edificio antiguo. Más tarde, en el siglo II, se erigieron dos edificios sobre las ruinas del Pompeion, que fueron destruidos por el ataque de los hérulos en el año 267. Entre las ruinas que quedaron se establecieron comerciantes que se dedicaron a la fabricación de luminarias (lámparas). Sobre  el 300 a. C. se construyó en el lugar otro tipo de espacio comercial, consistente en dos estoas.
En torno al siglo IV, sirvió com base para un nuevo edificio, formado por un pórtico columnado. Se restablecieron las fiestas Panateneas hasta aproximadamente el año 400, tras una época en la que estuvieron prohibidas.